# Episoriculus macrurus
Episoriculus macrurus là một loài động vật có vú trong họ Chuột chù, bộ Soricomorpha. Loài này được Blanford mô tả năm 1888.